# Белоеј (Квебек)
Белоеј (фр. Beloeil) је град у Канади у покрајини Квебек. Према резултатима пописа 2011. у граду је живело 20.783 становника.

## Становништво
Према резултатима пописа становништва из 2011. у граду је живело 20.783 становника, што је за 9,8% више у односу на попис из 2006. када је регистровано 18.927 житеља.
| 2006.  | 2011.  |
| ------ | ------ |
| 18.927 | 20.783 |